# Javni prijevoz u Zagrebu
Javni prijevoz u Zagrebu čini mreža tramvajskih i autobusnih linija, prigradski vlakovi te taksi vozila. Glavninu javnog gradskog prijevoza u Zagrebu obavlja tvrtka Zagrebački električni tramvaj (ZET), koji je operator tramvajskog i autobusnog prijevoza, a brine se i o uspinjači i žičari.

## Tramvajski prijevoz
Konjski tramvaj uveden je 5. rujna 1891. godine. Imao je vozni park od 10 otvorenih i 6 zatvorenih kola, a do 1910. godine povećao se na ukupno 38 kola. Prvi električni tramvaj pušten je u promet 18. kolovoza 1910. godine. Danas, tramvajska mreža ima ukupnu dužinu od 116 km (širina tramvajskog kolosjeka je 1000 mm). Prijevoz je organiziran u 15 dnevnih i 4 noćne linije.

### Tramvajske linije
Mreža tramvajskih linija sastoji se od 15 dnevnih i 4 noćne linije. Dnevne linije prometuju od 4 do 24 sata, a noćne od 0 do 4 sata.
Dnevne linije u tramvajskom prijevozu:
- 1 ZAPADNI KOLODVOR – Trg bana Josipa Jelačića – BORONGAJ (linija ne prometuje subotom, nedjeljom i praznikom te preko ljeta)
- 2 ČRNOMEREC – Jukićeva – Glavni kolodvor – Žitnjak – SAVIŠĆE
- 3 LJUBLJANICA – Ulica grada Vukovara – SAVIŠĆE (linija ne prometuje subotom, nedjeljom i praznikom.)
- 4 SAVSKI MOST – Glavni kolodvor – Draškovićeva – DUBEC
- 5 PREČKO – Ulica grada Vukovara – Autobusni kolodvor – PARK MAKSIMIR
- 6 ČRNOMEREC – Trg bana Josipa Jelačića – Glavni kolodvor – SOPOT
- 7 SAVSKI MOST – Velesajam – Autobusni kolodvor – DUBRAVA
- 8 MIHALJEVAC –  Autobusni kolodvor – ZAPRUĐE (linija ne prometuje subotom, nedjeljom i praznikom.)
- 9 LJUBLJANICA – Glavni kolodvor – BORONGAJ
- 11 ČRNOMEREC – Trg bana Josipa Jelačića – DUBEC
- 12 LJUBLJANICA – Trg bana Josipa Jelačića – DUBRAVA
- 13 ŽITNJAK – Trg bana Josipa Jelačića – Glavni kolodvor – KVATERNIKOV TRG
- 14 MIHALJEVAC – Savska cesta – Velesajam – ZAPRUĐE
- 15 MIHALJEVAC – GRAČANSKO DOLJE
- 17 PREČKO – Trg bana Josipa Jelačića – BORONGAJ

Noćne linije u tramvajskom prijevozu:
- 31 ČRNOMEREC – Trg bana J. Jelačića – Glavni kolodvor – Velesajam – SAVSKI MOST
- 32 PREČKO – Savska cesta – Trg bana Josipa Jelačića – BORONGAJ
- 33 MIHALJEVAC –  Glavni kolodvor – Savska cesta – Ulica grada Vukovara – SAVIŠĆE
- 34 LJUBLJANICA – Trg bana J. Jelačića – Glavni kolodvor – Draškovićeva – DUBEC

### Vozni park
Trenutni (2021.) vozni park je vrlo raznolik i uključuje dvjestotinjak motornih kola (oko 230 uključujući i prikolice) te 6 različitih tipova tramvaja. U ovaj se vozni park ubraja i nekoliko radnih vozila (tramvaj brusilica, teretni tramvaj). Spremišta su tramvaja na Trešnjevci (Ljubljanica) i Dubravi. 
- TMK 101
- TMK 201
- TMK 401
- TMK 301
- TMK 901
- TMK 2100
- TMK 2200

Modeli koji se rabe u redovnom prijevozu:
- TMK 201

- Tatra T4
- Tatra KT4
- TMK 2100
- TMK 2200
- TMK 2200-K (2300)

TMK je skraćenica od složenice Tramvajska Motorna Kola.

#### TMK 101
Tri prototipa tramvaja TMK 101 izgrađeni su ranih 1950-ih u ZET-ovoj radionici, a preostalih je 68 izgrađeno u tvornici Đuro Đaković u periodu do 1965. godine, zajedno sa 110 prikolica. Nekoliko je ovih tramvaja zamijenjeno s GT6 koji su bili u redovitoj uporabi sve do puštanja serije tramvaja NT 2200 u promet. Od ljeta 2007. samo je petnaestak tramvaja ovog tipa bilo u uporabi, a posljednji su povučeni krajem 2008. godine.

#### TMK 201
Sličnog dizajna kao tip 101, ali tehnički značajno napredniji je tip TMK 201. ZET je imao u svom voznom parku ukupno 30 motornih kola ovog tipa te 32 prikolice izgrađenih 1973. i 1974. u tvornici Đuro Đaković. Dvanaest tramvajskih vozila ovog tipa izrezano je s ciljem korištenja njihova podvozja za gradnju TMK 2100.

#### Tatra T4
U periodu od 1977. do 1983. u vozni park ulaze 95 čeških (ČSSR) tramvaja ČKD Tatra T4 (tip 401) zajedno s 85 odgovarajućih B4YU (tip 801) prikolica. 1985. kupljeno je i 50 tramvaja tipa ČKD Tatra KT4 (tip 301) te jedan tip ČKD Tatra KT4-T (351).

#### Düwag GT6
Od 1994. do 1998. ZET je kupio 35 rabljenih Düwag GT6 tramvaja – tip 901 (petero bilo je Düwag GT-6 Mannheimer – tip 941) iz Mannheima (Njemačka), i počeo povlačiti stare tramvaje tipa 101. Ovi tramvaji kupljeni su kao privremeno rješenje jer nije bilo dovoljno novca za kupnju novih vozila koja su nedostajala. Svi tramvaji ovog tipa rashodovani su dolaskom novih tramvaja tipa TMK 2200.

#### TMK 2100
1994. Končar je napravio prototip tramvaja TMK 2100 koji se proizvodio se od 1997. do 2003. Ukupno je napravljeno 16 tramvaja ovog tipa (uključujući i prototip).

#### TMK 2200
2003. godine ZET je naručio 70 novih niskopodnih tramvaja od konzorcija Crotram. Prvi je prototip isporučen svibnju 2005. godine. Tramvaj je klimatiziran i opremljen unutarnjim i vanjskim videonadzorom (umjesto retrovizora). Maksimalna brzina ovog tramvaja je 70km/h. Ovaj tramvaj ima oznaku TMK 2200 iako ga često nazivaju i NT 2200 (od niskopodni tramvaj). Posljednji, sedamdeseti tramvaj iz prve serije, isporučen je u svibnju 2007, a u lipnju iste godine potpisan je novi ugovor za još 70 tramvaja istog tipa.

#### Prototipovi
ZET također ima jedan prototip tramvaja koji je izgrađen u tvornici Đuro Đaković 1990. godine (tip TMK 900).

#### Muzejski modeli
ZET također ima i dva muzejska primjerka tramvaja tipa M-24 (izgrađenim u ZET-ovoj radionici), jedan s tzv. Košakovom prikolicom, a drugi s tzv. Pagoda prikolicom koja je pregrađena od motornih kola iz 1910., koje je izradila tvrtka Ganz Budapest. Oni služe i za turističke vožnje po gradu.

## Autobusni prijevoz
Autobusni prijevoz ZET-a trenutno se sastoji od 147 autobusnih linija, od toga 98 gradskih i 49 prigradskih. Autobusni prijevoz u Zagrebu je počeo 11. kolovoza 1927. godine na prve dvije linije, pod nazivom "Autobusni promet". 1931. godine ZET je preuzeo gradski autobusni prijevoz od dotadašnjih vlasnika Mihovila i Viktora Barešića, koji su koncesiju za prijevoz dobili godinu dana ranije.

### Vozni park
Trenutni vozni park sastoji se od preko 400 autobusa marki::
- MAN
- Mercedes-Benz
- Iveco

U uporabi su uglavnom niskopodni autobusi, a visokopodni prometuju uglavnom na prigradskim linijama.
Od srpnju 2007. ZET se počeo korisititi biodiezel gorivom u 10 autobusa te plinom u 2 autobusa. Kasnije je izrazio namjeru povećati potrošnju biodizela i plina u svojim vozilima u omjeru 50:50%.
Za smještaj autobusa ZET ima tri garaže: Dubrava, Podsused i Velika Gorica.

### Autobusne linije
Sve su linije koje prometuju na području Grada Zagreba od 1. 1. 2006. u prvoj tarifnoj zoni. Linije su podijeljene na tri spremišta: Autobusni pogon Podsused (APP), Autobusni pogon Dubrava (APD) i Autobusni pogon Velika Gorica (APVG). Linije 1xx dolaze iz APP, linije 2xx iz APD te linije 3xx iz APVG.

#### Gradske linije
Gradski autobusni sustav čini 98 linija.

#### Prigradske linije
Prigradski autobusni sustav čini 49 linija.

Prigradske linije koje prometuju izvan administrativnih granica Grada Zagreba (odnosno na području Zagrebačke županije), prometuju u zonama 1. do 2. Većina tih linija započinje na tramvajskim terminalima u prvoj zoni (Zagreb), povezujući grad s okolnim gradovima i naseljima, a neke od tih linija započinju na terminalima u Zaprešiću i Velikoj Gorici. 
Najduža autobusna linija duga je 32,5 km u jednom smjeru (linija 311 Zagreb (Gl. kolodvor) – Cerovski vrh); druge su prigradske linije u prosjeku duge 20-ak km u jednom smjeru.

## Uspinjača
Uspinjača ZET-a spaja zagrebački Gornji i Donji grad. Donja stanica nalazi se u Tomićevoj ulici, a gornja stanica nalazi se na Strossmayerovom šetalištu, podno kule Lotrščak. S prugom dugom 66 metara, poznata je i kao najkraća žičana željeznica na svijetu namijenjena javnom prijevozu. Službeno je puštena u pogon 8. listopada 1890. godine, a s radom je počela 23. travnja 1893. godine. Isprva je bila na parni pogon koji je 1934. godine zamijenjen električnim. Budući da je do danas u cijelosti zadržala prvobitni vanjski izgled i građevnu konstrukciju, a i većinu tehničkih svojstava koja su joj dali graditelji, zagrebačka je uspinjača zakonski zaštićena kao spomenik kulture. Zagrebačka uspinjača je jedna od turističkih atrakcija u Zagrebu.

## Žičara
Žičara "Sljeme" puštena je u promet 27. srpnja 1963. godine, a za promet je zatvorena sredinom 2007. godine (službeno je zatvorena 1. srpnja), nakon kvara na elektromotoru (5. lipnja) za koji je procijenjeno da je neisplativ za saniranje. U tijeku su pripreme za izgradnju nove moderne sljemenske žičare.
Žičara je bila u funkciji prijevoza izletnika na vrh Medvednice. Žičara je imala prometnu dužinu od 4017 m, a visinska razlika perona donje i gornje stanice bila je 670 m (donja postaja na 330 metara, a gornja na 1000 metara nadmorske visine). Pogon se nalazio na gornjoj postaji i imao je snagu od 2x92 kW. Po dužini trase od 4 km s jednim pogonom sljemenska je žičara bila najduže postrojenje svoje vrste u Europi. Imala je 13 stupova, visine od 7 do 40 m. Najveći raspon bio je 606 m, a najveća visina kabine žičare od tla bila je 65 m. Na stupovima je bilo ovješeno nosivo uže promjera 36 mm, te vučno uže promjera 26 mm. Žičara je imala 90 kabina za četiri osobe. Brzina vožnje bila je 3 m/s, a vožnja je trajala 23 minute.

## Taksi
Prvi autotaksi u Zagrebu pojavio se na Trgu Bana Jelačića 11. lipnja 1901. godine zaslugom fijakerista Tadije Bartolovića. Nakon uspješne pokusne vožnje, otvorio je i stajalište prvog autofijakera na Trgu Bana Jelačića. Udruženje autotaksi prijevoznika grada Zagreba osnovano je 1924. godine.
U Zagrebu danas ima preko 1000 taksi vozila, a vožnja taksijem dostupna je 24 sata dnevno. Do 2011. godine jedini ovlašteni koncesionar i monopolist u pružanju taksi prijevoya bio je Radio taksi Zagreb – udruženje autotaksi prijevoznika Grada Zagreba. Udruženje je stručno-poslovna organizacija obrtnika koji obavljaju djelatnost autotaksi prijevoza osoba u javnom gradskom prijevozu na području Grada Zagreba. Autotaksi vozila koristi se s više od stotinu taksi stajališta smještenih na području Grada, uključujući Veliku Goricu, Zaprešić, Samobor i Sesvete.
Potkraj listopada 2010. godine Gradska skupština Grada Zagreba, uz veliko negodovanje i bez obzira na prosvjede taksista okupljenih u Udruženje Radio taksi Zagreb, donijela je odluku kojom se omogućava liberalizacija autotaksi prijevoza. Ta odluka omogućila je dolazak novih koncesionara. Tako je 22. travnja 2011. godine započelo prometovati Taxi Cammeo Zagreb, s preko 70 novih taksi vozila. Također u gradu taksi prijevoz obavlja i Ekotaxi. Dne 22. listopada 2015. godine u Zagrebu se pojavio Uber koji je službeno uspostavio servis uberX koji koristi ovlaštene taksi vozače dok je servis u stvari započeo u rujnu 2015. godine.

## Gradsko-prigradska željeznica
Zagrebačka prigradska željeznica sustav je prigradskih željezničkih linija koje povezuju Zagreb s okolnim gradovima i općinama. Prigradsku željeznicu svakodnevno koriste radnici, učenici i studenti.
Najvažnija prigradska linija, započeta 1992. godine, je Harmica – Dugo Selo koja prolazi kroz zapadni i istočni dio Zagreba.

## Vanjske poveznice
- Zagrebački holding d.o.o. – Podružnica Zagrebački električni tramvaj
- Radio taksi Zagreb – Udruženje autotaksi prijevoznika grada Zagreba